# Ulrich Geltinger
Ulrich Geltinger von  Althausen, auch Ulrich Göltinger (geboren vor 1476; gestorben nach 1516) war Pfleger und Landrichter in Schärding und in die Beilegung von Fehden im Herzogtum Österreich ob der Enns verwickelt. Zusammen mit seinem Neffen Oswald war er Besitzer der Herrschaft Obereitzing.

## Herkunft
Ulrich Geltingers Vorfahren stammten aus dem Dorf Gelting bei Wallern an der Trattnach. Nach schweren Differenzen mit ihren Lehensherren, den Grafen von Schaunberg wurden sie gezwungen, ihren Stammsitz niederzureißen. Später belehnte sie Herzog Albrecht mit dem Sitz Haiding.

## Leben
1476 kaufte Ulrich Geltinger nach dem Tod des Thoman Eitzinger (auf Obereitzing) von dessen Schwester Sitz und Herrschaft Obereitzing. Als Herr über „beide Sitze zu Eitzing“ war er Mautner, Pfleger und Landrichter von Schärding, und aufgrund seiner Ämter häufig mit der Bekämpfung von Fehden betraut.

## Familie
Ulrich Geltinger war mehrere Male verheiratet. Als seine Ehefrauen sind Martha (eine Tochter von Thomas Pfnurr), über deren Grab er auf dem Schärdinger Friedhof eine Kapelle errichten ließ, Magdalena (eine Tochter von Stephan Geumann, dessen Familie eine Rolle in  Gallspach spielte) und Anna nachgewiesen, die ihn um mehrere Jahre überlebte. Barbara, eine Tochter aus der Ehe mit Anna, wurde Wolf von Tannberg versprochen, starb aber noch vor der Heirat.
Sein Neffe Oswald (gest. 1536, beigesetzt in St. Lazarus in Regensburg), zunächst Lehensträger der Witwe Anna, erbte die Herrschaft Obereitzing. 1517–1521 war er Landrichter in Eggenfelden. Verheiratet war er mit Barbara, die aus der Familie der Ambsheimer stammte. 1538 verkaufte er die Herrschaft Obereitzing an Georg Baumgartner.